# Callimetopus capito
Callimetopus capito là một loài bọ cánh cứng trong họ Cerambycidae.